# درمان آسیب نخاعی
درمان آسیب نخاعی به اقدامات درمانی و توانبخشی گفته می‌شود که برای بیماران مبتلا به آسیب نخاعی و نارسایی‌های حرکتی انجام می‌گیرد تا برخی از توانایی‌های اندامهای این افراد بازیابی شود. با توانبخشی افراد مبتلا به آسیب نخاعی و نارسایی‌های حرکتی، این افراد می‌توانند دوباره کار کنند و توانایی آن‌ها نسبت به قبل افزایش می‌یابد. توانبخشی، استقلال بیمار را افزایش داده و موجب بهبود توانایی راه رفتن و قوی شدن گروه‌های عضلانی اندام تحتانی و همچنین بهبود تعادل و الگوی راه رفتن می‌شود. دانشمندان اعتقاد دارند که بافت‌های نخاعی با آموزش دوباره فعال خواهند شد و توانایی حرکت اختیاری و حسی بیماران بازیابی می‌شود.
هنگامی که سیستم عصبی به طور کامل و درست عمل می‌کند، یک منطقه از مغز به نام قشر حرکتی، دستورالعمل‌هایی که به آنها فکر می‌کنیم را به صورت سیگنال‌هایی ارسال می‌کند، این سیگنال‌ها به طرف ستون فقرات حرکت می‌کنند تا به یک شبکه عصبی در ناحیه کمر برسند. پس از آن نورون‌های شبکه عصبی دستورالعمل‌ها را می‌خوانند و عضلات پاها را فعال می‌کنند تا راه رفتن اتفاق بیفتد. آسیب نخاعی موجب توقف سیگنال و مانع رسیدن آن به مقصد می‌شود. در بدترین حالت، فرد دیگر نمی‌تواند حرکت کند و از گردن به پایین هیچ حسی ندارد.
از طرف دیگر، بیماران مبتلا به آسیب نخاعی و نارسایی‌های حرکتی اگر به طور دائم روی صندلی چرخدار یا در بستر باشند در معرض ابتلا به عوارض پزشکی دیگری قرار می‌گیرند. یکی از عوارض آسیب مغزی یا نخاعی و ناتوانی در حرکت این است که موجب از دست دادن تناسب عضلات و پس از آن خستگی و از دست دادن کیفیت خواب می‌شود. این از دست دادن تناسب عضلات اغلب توسط اسپاسم (حالت انقباض) بدتر نیز می‌شود. این انقباض باعث سفتی عضلات می‌شود و می‌تواند در حرکت طبیعی، گفتار و راه رفتن اختلال ایجاد کند. اسپاسم معمولاً با آسیب به بخشی از مغز یا نخاع که حرکات ارادی را کنترل می‌کند ایجاد می‌شود. اگر بیماران زمان بیشتری را صرف ایستادن، راه رفتن و ورزش کنند فواید قابل توجهی از جمله بهبود خواب، محافظت از مفصل‌ها، کاهش اسپاسم، درد و همچنین بهبود کیفیت زندگی را می‌توانند بدست آورند.
پیشرفت‌های فناوری رباتیک و رایانه، به دانشمندان کمک می‌کنند تا توانایی حرکت و حسی را به بیماران مبتلا به آسیب نخاعی و نارسایی‌های حرکتی بازگردانند.

## اسکلت بیرونی
اسکلت بیرونی آخرین فناوری در توانبخشی و درمان فیزیکی است. فناوری اسکلت بیرونی به بیماران ضایعه نخاعی کمک می‌کند تا توانایی حرکت خود را دوباره بدست آورند. اسکلت بیرونی به ایستادن و حرکت ماهیچه‌ها در راه رفتن بیماران ضایعه نخاعی کمک می‌کند.
هم‌اکنون دو نوع از اسکلت بیرونی در دسترس است. یکی برای بیمارستان‌ها و پزشکان که با بیماران آسیب نخاعی در سطح‌های متفاوت کار می‌کنند و نوع دیگر برای استفاده فردی تهیه شده است. انواع متنوعی از اسکلت‌های بیرونی وجود دارد که هدف همه آن‌ها کمک به ایستادن و راه رفتن و سرعت بخشیدن به فرایند توانبخشی بیماران آسیب نخاعی است. تفاوت اسکلت‌های بیرونی در دید مهندسی و نحوه عملکرد ربات‌ها است. بعضی نیز به ایستادن بیماران آسیب نخاعی کامل نمی‌توانند کمک کنند و اغلب اسکلت‌های بیرونی جهت حفظ تعادل نیاز به عصا دارند. دلایل مختلفی برای اهمیت دادن به اسکلتهای بیرونی وجود دارد. کسانی که نمی‌توانند راه بروند می‌توانند با آن‌ها روی پای خود بایستند و حرکت کنند. عده‌ای دیگر نیز می‌توانند با آن‌ها تواناییهای حرکتی خود را بازیابند.
برخی از اسکلت‌های بیرونی مستقیماً توسط سیستم عصبی بیمار کنترل می‌شود. دستور حرکتی که در مغز و به طور خاص در قشر حرکتی ایجاد می‌شود از طریق نخاع و اعصاب محیطی منتقل و در قالب یک شوک عصبی به عضلات بیمار وارد و موجب انقباض عضلات و حرکت می‌شود. با اسکلت بیرونی کنترل شونده با ذهن سیگنال‌های عصبی باقیمانده توسط حسگر واقع در سطح پوست و عضلات اندام تحتانی بیمار دریافت، تقویت و سپس به ربات منتقل می‌شود. این سیستم سیگنال‌ها را تشخیص و نیروی لازم برای حمایت بیمار و انجام حرکت را فراهم می‌کند. چشم‌انداز نهایی برای اسکلت بیرونی امکان کنترل اسکلت توسط خود کاربر است به‌گونه‌ای که به جای کنترل اسکلت با جوی استیک یا کلیدها و عملگرهای خارجی، کاربر با استفاده از ذهن خود دستور جلو رفتن یا عقب رفتن ایستادن و نشستن به اسکلت بدهد.

## رابط مغز و رایانه
از رابط‌های مغز و رایانه برای کنترل اسکلت‌های بیرونی بالاتنه و پایین‌تنه استفاده می‌شود. دستگاه انواع خاصی از فعالیت‌های عصبی را سنجیده و به یک پردازشگر می‌فرستد. این پردازشگر سیگنال‌هایی را برای حرکت اندام خود بیمار، بکارگیری اسکلت بیرونی یا کنترل بازوها و پاهای مصنوعی برقی فراهم می‌کند.